# Biohacker
Un biohacker és una persona que pensa que pot utilitzar tècniques d'edició genètica per dotar de noves funcions als éssers humans i així millorar les seves capacitats. Alguns s'inserten implants per corregir defectes físics o aconseguir que els seus cossos facin activitats que només els robots poden realitzar. Aquest procés de modificació genètica, es fa amb la tècnica CRISPR/Cas9, amb la qual es pot agafar una seqüència molecular i modificar-la per una altra. El moviment del Biohacking, es basa en la filosofia del DIY (Do it Yourself), que és fer-s'ho un mateix, però aplicat a la experimentació, que gràcies a tendes onlines qualsevol pot adquirir un kit de CRISPR, per a poder modificar el ADN, per un preu aproximat de 150 €.

## Origen
El Biohacking o també conegut com a DIYBio és un concepte que fa referència al transhumanisme, que es va iniciar en els anys 1960. Els transhumanistes busquen la transformació i millora de l'èsser humà amb l'ús de tecnologies, que ens facin adquirir noves capacitats. Es va veure incrementat amb el naixement dels ordinadors i dels primers hackers informàtics.
El 2005, Rob Carlson escriu un article a la revista Wired, "The era of garage biology is upon us. Want to participate? Take a moment to buy yourself a lab on eBay." Després va muntar un "laboratori de garatge" el mateix any, treballant en un projecte que abans havia investigat al Molecular Sciences Institute de Berkeley, Califòrnia. Juntament amb un soci, organitzen la primera trobada en un pub irlandès, van assistir 25 persones i amb el pas de dos anys, van arribar als 2.000 subscriptors. El 2008, a Boston, funden la primera associació formal dedicada a aquesta biologia, amb la intenció de fer projectes científics alternatius, construir equipament i donar accés a aquest coneixement als seus usuàris.
El 2010 d'ençà de la publicació d'un Manifest de Biohacking, escrit per l'investigadora Meredith Patterson, amb el qual es va crear un codi ètic. Patterson va desenvolupar uns bacteris modificats genèticament, a través de l'ADN. Aquests bacteris s'il·luminaven a l'entrar en contacte amb la melamina, una substància química mortal pels humans. Amb el que es podia saber per exemple si una llet o un iogurt estaven contaminats o no amb aquesta substància. Patterson va crear aleshores un codi ètic i es va convertir en la "lider" d'aquest moviment, rebutjant que la ciència només es pugui realitzar en laboratoris universitaris o governamentals, que costen milions de dolàrs, i afirmant que s'ha de tenir un dret fonamental de llibertat i investigació pròpia.

### A Espanya
La legislació espanyola és molt restrictiva amb el que fa als organismes modificats genèticament. Està prohibit la manipulació d'organismes modificats genèticament a institucions o persones físiques que no disposin d'autoritzacions pertinents.
Tot i així hi ha dos grups en tot el país.
- DIYBio Barcelona, és un col·lectiu de biòlegs alternatius o biohackers que es va crear el 2012, els quals fan tallers i xerrades obertes al públic
- DIYBio Madrid, fundada el 2008.

## Característiques
Biohacking és una paraula composta per "biologia" i "hacking, es tracta d'una pràctica que té com a propòsit l'apropament de la ciència a la població, fent que els laboratoris es puguin instal·lar en garatges o llars del món.
El Biohacking és un moviment que té com a objectiu principal aprofitar els beneficis de la tecnologia per millorar l'espècie humana, guanyar en qualitat de vida, curar malalties, augmentar capacitats físiques i allargar els anys de vida de les persones. Per obtenir aquestes noves capacitats o millores, els biohackers utilitzen l'enginyeria genètica i o diferents dispositius electrònics.
Es considera un biohacker aquella persona vol oferir a la ciutadania instruments i mètodes per modificar-se un mateix, fora de les d'institucions científiques. Per tant, es vol extreure la ciència del monopoli dels grans centres d'investigacions i portar-la "al garatge de casa", vol fer que els ciutadans ens converteixin en agents actius, creadors de ciència, amb l'ús per exemple de kits d'enginyeria genètica preparats per utilitzar-los a casa.
També s'intenta crear una font d'idees per millorar els instruments de laboratori i descobrir noves aplicacions per a la biotecnologia, fent projectes amb propostes artístiques, d'educació i divulgació amb un impacte social. Així doncs la recerca DIYbio, inclouen diverses temàtiques, com: seguretat alimentaria, producció energètica neta i econòmica, millora de la tecnologia per a l'agricultura, bioconstrucció, indústria biotèxtil, biotecnologia per produir substàncies bioquímiques o l'auto diagnosi mèdica.
Un exemple de Biohacking, és implantar-se un xip, per a millorar la seguretat, per així entrar a casa, oficina, sense la necessitat de claus. O per exemple persones amb discapacitats, que han perdut els braços, tenir implementats aquests xips en els peus, els permetria obrir portes o manejar altres objectes de la llar modificats amb lectors de xips.
L'eina bàsica que s'utilitza normalment és la tecnologia CRISPR, una eina molecular, que s'utilitza per editar o corregir el genoma de qualsevol cèl·lula, així es poden evitar malalties hereditàries o enrellentir l'envelliment, mitjançant la identificació que creen aquestes alteracions genètiques.

## Expansió
Hi ha més de 65 grups actius, la majoria distribuïts entre els Estats Units 30 i Europa 21; Amèrica del Sud 6; Àsia 3; Oceania 4 i Àfrica 1. Actualment i gràcies al Internet, s'ha convertit en un moviment molt globalitzat, ja que cada grup, pot presentar i mostrar els seus resultats en les webs corresponents. Un altre punt que ha favorit a aquesta expansió, és l'abaratiment de material laboratori i l'existència de make-spaces, espais on compartir els recursos amb altres ocupacions lligades a l'art o fabricació digital.
Des del 2011, hi ha un projecte (Bioluminescene Project) que engloba diversos grups internacionals dels EUA, Canadà, Nova Zelanda, la Xina i Singapur.

## Grinders
Els Grinders, és un grup de persones dins del moviment Biohacker, però que l'han portat a l'extrem. Persones que s'extirpen parts o es fan cirurgies rudimentàries a casa per poder implementar-se sensors, xips o LEDs sota la pell.
Aquestes operacions són molt arriscades, que posen en risc la salut, ja que molts cops, es fan implants sota de la pell o d'altres més perillosos que s'apropen més a una cirurgia. Alguns aconsegueixen millorar en visió nocturna, comunicació amb bluetooth, llengua bífida, identificació amb un xip.